# Linteau basque

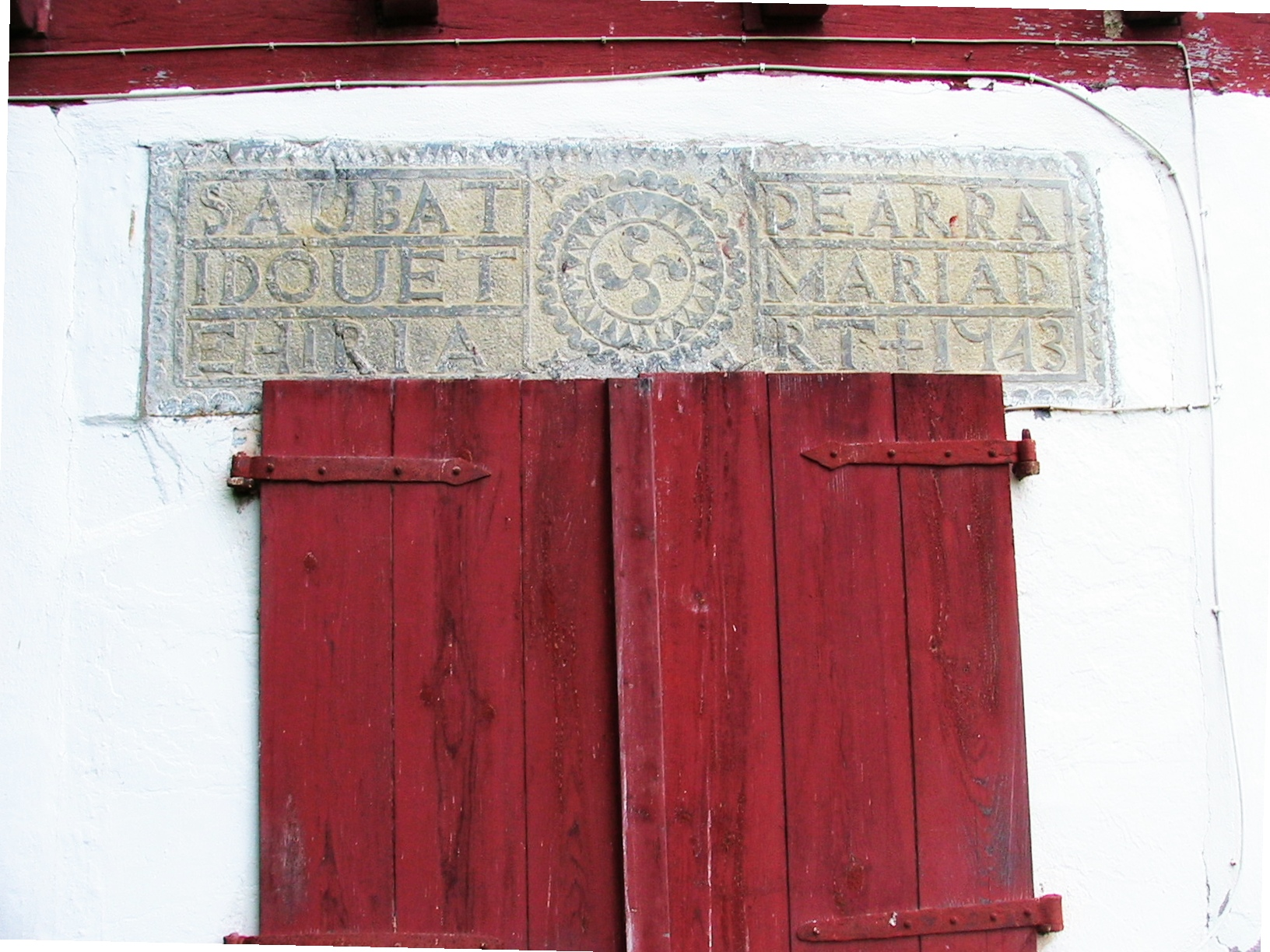
Saubat de Arraidou et Maria de Hiriart 1743 :
atalburu en Basse-Navarre (Mendive) avec lauburu et nom de ces fondateurs, Sauveur d'Arraïdou et Marie de Hiriart.

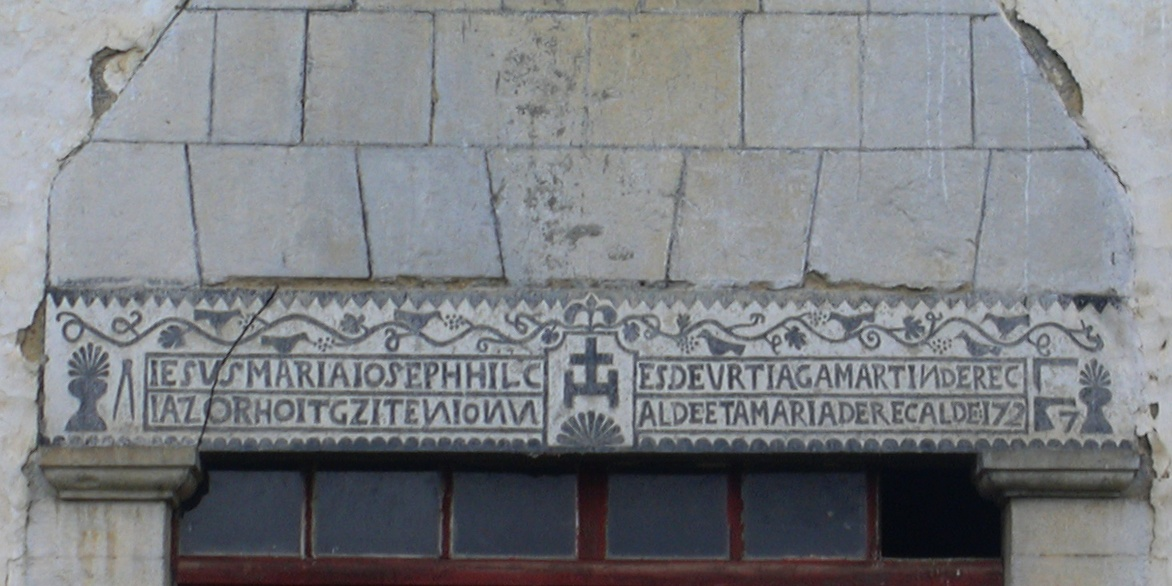
Jaxu : Iesus Maria Ioseph, hilçiaz orhoit[g]z[it]en Io(a)nnes de Urtiaga, Martin d'Errecalde et Maria d'Errecalde, 1727.

Le linteau basque ou atalburu (du basque atari, « entrée principale », buru, « tête ») est le linteau décoratif des maisons basques traditionnelles.
À chaque nouvelle maison, il était d'usage, en particulier en Basse-Navarre, d'inscrire sur ces pierres : 
- l'année de construction ;
- généralement le nom des occupants ;
- des symboles religieux comme une croix ;
- d'autres motifs ornementaux traditionnels, comme le lauburu ou simplement ses virgules constitutives ; des cœurs, des colombes, symboles de fidélité ; des plantes stylisées, symboles de prospérité ; des rosaces à 6 feuilles de laurier, symboles d'immortalité ou divers autres comme des soleils ou des étoiles ;
- des outils de travail.

Le texte peut référer à la religion, comme : 
- Au nom du Père et du Fils et du St Esprit m'a fait bâtir l'an 1806.

Si, au Pays basque, chaque maison a un nom, il n'était que rarement mentionné sur l'atalburu. Aujourd'hui, c'est lui que l'on fait figurer en façade des villas modernes. Il est vrai que les maisons gardent plus facilement leur identité que leurs occupants.